# Refugi de Broate
El Refugi de Broate és un refugi de muntanya propietat de la Federació d'Entitats Excursionistes de Catalunya que està situat a 2.222 m d'altitud, a la Vall de Cardós, damunt d'un turó a l'esquerra del riu de Broate, a llevant de l'Estany de la Pleta de Broate, al terme municipal de Lladorre, a la comarca del Pallars Sobirà i dins del Parc Natural de l'Alt Pirineu.
És un refugi lliure (no guardat) metàl·lic, del tipus "bivac", amb una capacitat de 9 places i inaugurat el 25 de setembre de l’any 1988.
Disposa d'emissora d'emergència connectada amb els bombers.

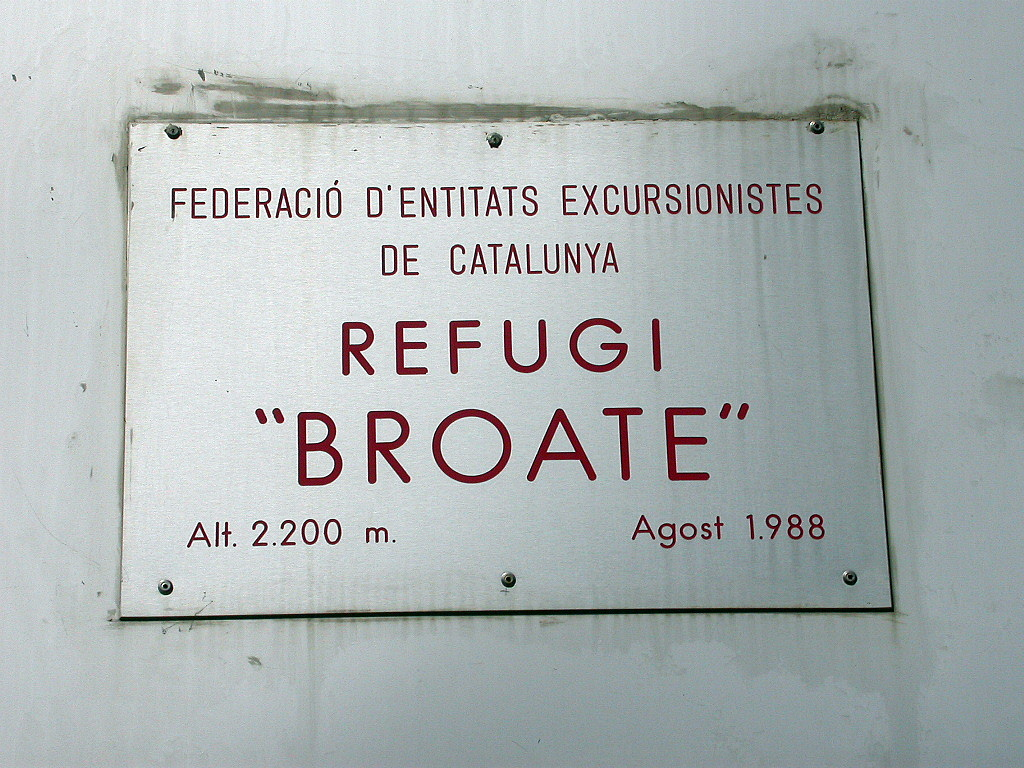
Refugi de Broate

## Ruta d'accés
L'accés al refugi només es pot fer a peu i dependrà del punt d'inici:
- Des de la Presa de Montalto (1.382m), abans del Pla de Boavi. Cal travessar aquest pla fins al final on es creua la Noguera de Lladorre. A partir de la Cascada de Broate es remunta el riu Broate fins a arribar al refugi. El camí passa prop d'unes boniques cascades. Duració 2h 45min pels 750 metres de desnivell.[3]